# Festetics Tasziló
Tolnai herceg Festetics II. Tasziló (Bécs, 1850. május 5. – Keszthely, 1933. május 4.) magyar nagybirtokos, gróf, majd 1911-től herceg, pohárnokmester, főudvarmester.

## Élete
A grófi rangú tolnai Festetics család sarja. Apja gróf tolnai Festetics György (1815–1883), Vas és Zala vármegye főispánja, anyja gróf monyorókeréki és monoszlói Erdődy Eugénia (1826–1894). Apja halála után a család hatalmas birtokait irányította. Főpohárnokmester 1895 és 1904 között. 1904-től főudvarmester. Festetics Tasziló volt az első főrendi, akit az uralkodó nem birodalmi, hanem magyar hercegi rangra emelt 1911. június 21-én. Közvetlenül nem foglalkozott politikával, de az egyre nagyobb méreteket öltő kivándorlás megfékezésének érdekében egyik 20 ezer kataszteri holdas (kh) birtokára 4000 családot telepített le, sőt a Balaton környékének fejlesztését is jelentékenyen támogatta. Ő építtette át és bővítette ki a mai formájára a család keszthelyi kastélyát. Híres marha- és lótenyésztő volt, valamint versenyistálló-tulajdonos. Őse emlékére felújította a Helikon-ünnepséget 1921-től. 1918-ig a főrendiház, később 1927-től haláláig a felsőház tagja. Felesége 1922. május 14-én bekövetkezett halála után külön mauzóleumot építtetett számára Keszthelyen.

## Családja
1880. június 2-án, a budapesti józsefvárosi plébánián feleségül vette Lady Mary Victoria Douglas-Hamiltont (Hamilton Palace, London, 1850. december 11. – Budapest, 1922. május 14.), William Alexander Anthony Archibald Douglas-Hamilton herceg (1811–1863) és Mária Amália badeni hercegnő (1817–1888) leányát. A házasságból egy fiú- és három leánygyermek született:
- Mária Matild Georgina (Baden-Baden, 1881. május 24. – Salzburg, 1953. március 2.), Karl Emil zu Fürstenberg herceg (Prága, 1867. február 16. – Strobl am Wolfgangsee, Ausztria, 1945. február 21.) felesége
- György Tasziló József (Baden-Baden, 1882. szeptember 4. – Keszthely, 1941. augusztus 4.)
- Alexandra Olga Eugénia (Baden-Baden, 1884. március 1. – Bécs, 1963. április 23.), Karl Otto von Windisch-Grätz herceg (Graz, 1871. február 9. – Bécs, 1915. szeptember 15.) felesége
- Karola Friderika Mária (Bécs, 1888. január 17. – Salzburg, 1951. január 21.)

## Elhunyta, emléke
Festetics II. Tasziló herceg egy nappal 83. születésnapja előtt, 1933. május 4-én hunyt el Keszthelyen. Hamvai a keszthelyi temetőben lévő családi mauzóleumban nyugszanak.
Tiszteletére azóta is megtartják az általa visszaállított Helikon-ünnepséget. Régi kastélyában múzeum és emléktábla is őrzi emlékét.